# Die Fahrt mit dem Dampfwagen
Die Fahrt mit dem Dampfwagen ist ein Vorspiel in einem Akt von Johann Nestroy. Das Stück entstand 1834 und wurde am 5. Dezember dieses Jahres als Vorspann des Quodlibets einer Benefizvorstellung für Nestroys Kollegen Wenzel Scholz im Theater an der Wien uraufgeführt.
Eine offenbar nicht von Nestroy in einigen Textteilen geänderte Version für Aufführungen in den Jahren 1840 und 1842 trägt den Titel Die zusammengestoppelte Komödie.
Zu den von Nestroy verfassten Vorspielen siehe den Artikel Die dramatischen Quodlibets von Johann Nestroy.

## Inhalt
- Die Fahrt mit dem Dampfwagen:

Der Schlossinspektor Flachkopf soll ein Theaterstück für seine Herrschaft organisieren. Da er selbst nichts davon versteht, berät er sich mit einigen seiner Untergebenen und verspricht demjenigen, der ihm am besten hilft, die Hand seiner Tochter Nanette. Diese und der Förster August sind ineinander verliebt, leider hat aber auch August keine Ahnung vom Theaterbetrieb. Der Bediente Johann sieht sich selbst als Fachmann, da er für einige Zeit beim Theater tätig war:
„[…] ich hab unter der Versenkung das Rad getrieben, folglich kann ich behaupten, daß ich das Theaterwesen von Grund aus kenne.“ (Erste Scene)
Auch der Herrschaftskoch Christoph rechnet sich gute Chancen aus, denn:
„[…] ich hab Geld, bin ein hübscher, junger Mann, bin der Sohn vom Koch, bin Offizier, das heißt Hausoffizier, mir ist jeder Vater geneigt.“ (Erste Scene)
Die erwartete Theatergesellschaft hat unterwegs während einer Wirtshauspause ihren Dampfwagen versäumt und nur der Theaterdiener Nebel kommt zum Schloss. Die Text-Bibliothek der Truppe wurde versehentlich vom Heizer des Dampfwagens fast zur Gänze zum Unterzünden des Kessels verwendet – Flachkopf ist verzweifelt, Johann und Christoph sind ratlos. Gegen ein kleines Geldgeschenk gibt Nebel dem Förster den Tipp, aus den Resten der Texte einfach ein Quodlibet spielen zu lassen, Flachkopf ist begeistert und August erhält seine Nanette. Nebel – der Benefiziant Scholz – resümiert:
„Aus alten Sachen, die Ihnen g’fallen schon habn,
Nimm ich ’s Beste heraus und setz mir was z’samm,
An Geld nimm ich dann zwar nicht ein ganz so viel,
Doch verscherz ich Ihre Huld nicht, und das ist mein Ziel.“ (Dreizehnte Scene)
- Die zusammengestoppelte Komödie, Änderungsentwurf Nestroys mit dem Fragment einer Werther-Parodie:

Der Zwirnhändler Werther aus Krems kommt mit seinem Freund Lenzl zurück nach Wien, wo er seine Geliebte Lottl wieder treffen will.
„Sollte meiner Liebe Gefahr drohen? sollte sie in den 15 Jahren meiner Abwesenheit eine Meineidige geworden seyn? Ha, dann müßte der Lebensfaden durchschnitten werden, und wenn er von Eisendraht wär'!“

## Der Dampfwagen in Wien
Im Jahre 1784 baute William Murdoch (1754–1839) das erste Lokomobile, aus dem sich der selbstfahrende Dampfwagen, auch Straßenlokomotive genannt, entwickelte. Die technische Neuheit des Dampfwagens wurde zur Zeit der Uraufführung dieses Stückes im Wiener Prater dem Publikum vorgestellt. Ein Herr Friedrich Voigtländer hatte einen solchen in England um 7.000 Gulden anfertigen lassen und erstmals nach Wien gebracht.
„Nachricht den Dampfwagen betreffend: Der durch die öffentlichen Blätter angekündigte, aus England hier angekommene Dampfwagen ist im Prater zur Besichtigung im dortigen Circus aufgestellt, wo derselbe täglich von Vormittag bis Abends 7 Uhr in Augenschein genommen werden kann.“
Am 26. Oktober fand eine Demonstrationsfahrt in der Prater-Hauptallee statt, die Heizung des Wagens begann um 4 Uhr nachmittags vor dem Gebäude des dortigen Circus gymnasticus, worauf eine Fahrt bis zum Rondeau durchgeführt wurde,
„[…] und zwar in abstufender Schnelligkeit vom trägsten bis zum schnellsten Laufe. […] Anfang und Ende dieser Fahrt werden durch Pöllerschüsse angezeigt.“.
Die Höchstgeschwindigkeit des Fahrzeuges wurde nach damaligen Zeitungsberichten mit zehn englischen Meilen in der Stunde (rund 16 km/h) bei guten Straßenverhältnissen angegeben, das Gewicht mit 2 Tonnen und es bot Platz für 6 Passagiere. Für den Zutritt zum abgesperrten Teil des Praters wurde ein Eintrittsgeld von 24 Kreuzern eingehoben. Der Andrang war so enorm, dass viele Besucher die eigentliche Fahrt wegen der langen Wartezeit bei der Kasse versäumten. Bei der zweiten Fahrt am 3. November war auch Erzherzog Carl als Zuseher erschienen.
Nestroy verwendete den Dampfwagen im Titel des Stückes als zusätzlichen Anreiz für den Scholz’schen Benefizabend als „[…] eine unschuldige List, denn es kommt von einem Dampfwagen nicht mehr und nicht weniger vor als die Erwähnung, […]“

## Werksgeschichte
Eine Quelle für Nestroys Stück wurde nicht gefunden, allerdings ist das Thema der Brautvergabe als Preis für eine gelöste Aufgabe eine alte Komödientradition. Nestroy verwendete diesen Gedanken auch bei Robert der Teuxel (1833), Der Zauberer Sulphurelectrimagneticophosphoratus (1834) und Die Papiere des Teufels (1842), er verstärkte hier die Situation noch durch das Einfügen des selbstgewissen, eingebildeten Kochs als Nebenbuhler des „wahren“ Liebhabers.
Das Werk war eine Gelegenheitsarbeit zur Einleitung des Quodlibets dieses Benefizabends, wobei Scholz offenbar sichergehen wollte, durch seinen Freund und Kollegen Nestroy einen zugkräftigen Beginn geliefert zu bekommen. Zur Problematik der Scholz’schen Benefizvorstellungen schrieb Otto Rommel:
„Frdr. Kaiser erzählt und viele zeitgenössische Rezensionen bestätigen, daß die Unsitte eingerissen war, die Stücke, welche an Scholz' Benefizabenden gegeben wurden, erbarmungslos auszupfeifen, dem Schauspieler aber zu huldigen. So kam es, daß kein Autor von Ruf mehr ein Stück für Scholz' Benefizabende hergab, und Scholz sich mit dem elendesten Stoppelwerk zufrieden geben mußte.“
Auch wies er darauf hin, Nestroy habe außer diesem nur noch zwei derartige Vorspiele geschrieben, nämlich das verschollene Die Ereignisse im Gasthofe (1842) und Die dramatischen Zimmerherrn (1843). In Hinblick auf das Quodlibet dieses Abends meinte Rommel, Nestroy habe in den Zwölf schlafenden Jungfrauen die Rolle des Käsperle/Hymen so drollig gespielt, dass in der Wiener Theaterzeitung Adolf Bäuerles vom 9. Dezember 1834 (Jg. 27, Nr. 244, S. 976) darüber zu lesen war:
„[…] daß auf Augenblicke das Bedauern schweigt, das jeder Gebildete darüber empfinden muß, daß seit einiger Zeit auf einer Bühne wie dieser in längst verschollenen Produkten dieser Charakter wieder erscheint.“
Franz H. Mautner nannte das Vorspiel „einen harmlosen, theatralischen Scherz voll Spott über das Theaterhandwerk“.
Johann Nestroy spielte den Christoph, Wenzel Scholz den Theaterdiener Nebel, Ignaz Stahl den Flachkopf, Eleonore Condorussi die Nanette.
Das kleine Werk wurde fünfmal in Folge gespielt und auch bei anderen Anlässen verwendet. Am 30. und 31. Dezember 1834 diente es als Einleitung zur Großen acrobatischen Vorstellung der Familie Knie und Gesellschaft (dem Vorläufer des Circus Knie) mit leicht geändertem Text. Zu der Aufführung vom 8. August 1840 wurde es mit geändertem Quodlibet-Programm gegeben (siehe das Kapitel Die zusammengestoppelte Komödie). Im Dezember 1850 diente es als Vorspiel für mimisch-plastische Bilder in zwei Abtheilungen, von Herrn Professor Keller, ausgeführt von dessen Familie und seinen Mitgliedern des Nationaltheaters in Paris.
Vom Text existiert lediglich die Version in den Gesammelten Nestroy-Werken, die von Vinzenz Chiavacci und Ludwig Ganghofer herausgegeben worden waren, die sich jedoch vermutlich auf den Originaltext stützt. Hier wird auch der Titel Die Fahrt mit dem Dampfwagen genannt.

## Das Quodlibet-Programm
Für seinen Benefizabend stellte sich Scholz ein Quodlibet aus einigen beliebten Textausschnitten – meist in freier Bearbeitung – zusammen.
- Müller, Kohlenbrenner und Sesseltrager (Nestroy, 1834), mit Scholz in seiner Rolle des Sängers Nero
- Robert le diable (Oper von Giacomo Meyerbeer, 1831), Koloratur-Arie der Prinzessin Isabella gesungen von Dlle.[23] Dielen
- Das Gespenst auf der Bastey[24] (Karl Meisl), mit Nestroy als Geist des Unglücks und Dlle. Condorussi als Marie
- Der falsche Improvisator, mit Scholz als Mundkoch Wasserspatz, Nestroy als Kasimir Kappentuch, Ignaz Stahl als Bien von Bienenschwarm, sowie Nestroys Lebensgefährtin Marie Weiler als Stubenmädchen Nantchen
- Barbaren und Größe (Friedrich Wilhelm Ziegler, 1806), mit Scholz als Pipinus Schildhahn und Stahl als Wieho von Ebernberg
- Die zwölf schlafenden Jungfrauen (nach Christian Heinrich Spieß 1795), mit Nestroy als Waffenträger Kaspar und Stahl als Graf Scharfenstein (das Stück war am 30. August 1834 im Theater an der Wien neu inszeniert worden)
- Neue Heldenszene aus Evakathel und Schnudi[25] (frei nach Joachim Perinets Bearbeitung, Original von Philipp Hafner, 1765), mit Scholz als Amor, Nestroy als Käsperle/Hymen und Friedrich Hopp (in einer nicht näher genannten Rolle)

## Die zusammengestoppelte Komödie
Unter dem Originaltitel Die zusammengestoppelte Komödie. Vorspiel zur Rechtfertigung des Titels des gleichnamigen Quodlibets von Johann Nestroy existiert ein Theatermanuskript von fremder Hand, gezeichnet mit dem Stempel „Calliano“ (Name des Theaterdirektors), sowie der Inventarnummer „Suppl. Mus. № 23315“ und dem Vermerk Kann gegeben werden. Dieses Theatermanuskript wurde nach einer zweimal korrigierten Jahreszahl offenbar für Aufführungen in den Jahren 1840 verfasst. Die Titeländerung ist vermutlich darauf zurückzuführen, dass der Dampfwagen – der ja ohnehin nicht auf die Bühne kommt – seinen Reiz als Lockmittel verloren hatte. Diese Version wurde insgesamt 18-mal am Theater an der Wien und 13-mal am Leopoldstädter Theater aufgeführt, und zwar fast ununterbrochen vom 8. August bis zum 19. September 1840.
Von Nestroys Hand existiert lediglich ein Entwurfsfragment zur 1. Szene (mit der Werther-Parodie).
Die Textänderungen sind bei den beibehaltenen Stücken eher geringfügig, einige Titel wurde geändert, einige wurden neu hinzugefügt.
- Werthers Leiden, nach der Parodie Werthers Leiden. Eine lokale Posse mit Gesang in einem Aufzuge. Vom Verfasser des Zwirnhändlers in Oberösterreich von Ferdinand Kringsteiner (nach Johann Wolfgang von Goethes Die Leiden des jungen Werthers, 1774)[31]
- König Enzio, Parodie auf Ernst Raupachs Hohenstaufendrama König Enzio, Zyklus von 1830
- Käsperle, Eulenspiegen und Klapperle, nach dem Einakter von Heinrich Strampfer, aufgeführt am 6. und 7. Juni 1838 im Theater an der Wien; Scholz spielte die Nebenfigur des Ratsdieners Klapperle
- Die zwölf schlafenden Jungfrauen (siehe oben)
- Cachucha, Travestie von Wenzel Scholz auf die berühmt gewordene, laszive spanische „Cachucha“ von Fanny Elßler
- Schuster bleib bei deinen Leisten, nach dem Lustspiel von Adolf Bäuerle
- Schwestern von Prag, Version der Burleske Der von dreyen Schwiegersöhnen geplagte Odoardo von Philipp Hafner (nach einem Singspiel von Joachim Perinet)
- Wolf und Braut, nach der Lokalposse mit Gesang Wolf und Braut oder Der Ritt über den Kahlenberg von Friedrich Kaiser
- Die Erbschaft, nach dem Schauspiel August von Kotzebues

Die Schauspieler sind pauschal genannt, ohne die von ihnen verkörperten Rollen zu bezeichnen, außer dass Nestroy und Scholz ihre früheren Rollen beibehielten, sowie dass Nestroys Lebensgefährtin Marie Weiler die Rolle der Lottl im Werther spielte und sang.

## Zeitgenössische Rezeptionen
Die Reaktionen auf das Stück an sich und den Abend im Ganzen waren nicht sehr positiv. Neben den geschilderten Publikumsreaktionen bei Benefizabenden von Wenzel Scholz war es auch die Schwäche des Vorspiels, die kritisiert wurde.
Abgesehen von den bereits zitierten Sätzen aus der Wiener Theaterzeitung vom 9. Dezember 1834 war die Kritik wie so oft Nestroy gegenüber durchaus freundlich:
„Die Einleitung des Quodlibets geschah durch eine kleine Posse, von Hrn. Nestroy zu diesem Zweck verfaßt, welche sehr beifällig aufgenommen ward, und auch wirklich recht komische Momente, besonders in dem Spiele des Verfassers als Koch zeigte. […] Das Quodlibet selbst fand keine so günstige Aufnahme.“
Anders Der Wanderer vom 7. Dezember (Nr. 341), der kurz und bündig urteilte:
„Die einleitende Posse enthält einige stark aufgetragene Drollerien, die ihre Wirkung nicht verfehlten. Aber die Erwartung auf das Bessere, das nun kommen sollte, wurde ziemlich getäuscht.“
Nestroys Dauergegner Franz Wiest schrieb am 16. Dezember im Sammler (Nr. 150, S. 602):
„Von dieser eigenartigen Posse können wir mit Recht behaupten, daß der Titel eigentlich das Anziehendste für uns gehabt. Dem Verfasser ist über einige Witze, ein neues Liedchen, sonst Couplets genannt, die Behandlung des nicht undankbaren Stoffes in Dampf selbst aufgegangen.“
Wie schon oben zitiert, kritisierte die Wiener Zeitschrift für Kunst, Literatur, Theater und Mode vom 13. Dezember 1834 ein wenig den irreführenden Titel und nennt das Vorspiel ironisch „soidisant“.
Die Zusammengestoppelte Komödie wurde nach der Aufführung vom 8. August 1840 ziemlich erfolgreich – allein in diesem Jahr kam es zu 30 Vorstellungen (17 im Theater an der Wien, 13 im Theater in der Josefstadt). Eine zweite Serie erfolgte im Dezember 1850 mit 10 Aufführungen, in den Jahren dazwischen und danach waren es jährlich durchschnittlich zwei bis sechs Vorstellungen. Als Lückenfüller blieb das Werk bis zu Nestroys Tod im Programm. In der Wiener Theaterzeitung Adolf Bäuerles schrieb Joseph Tuvora – der Nestroy oft sehr kritisch gegenüberstand – am 10. August 1840 (Nr. 191, S. 807):
„Das Vorspiel selbst ist eine treffliche Guirlande" [Girlande] "dem Ganzen von Nestroys Feder umschlungen, und enthält eine reiche Fülle überraschender Gedankenfunken. Es dreht sich um den Verlust einer Theaterbibliothek, von welcher nur einzelne Bruchstücke, im strengsten Sinne des Wortes abgerissene Scenen, übrig bleiben, welche mit einem materiellen Faden zusammengenäht, und sogestaltig als Quodlibet präpariert werden.“